# Amt Vehlefanz

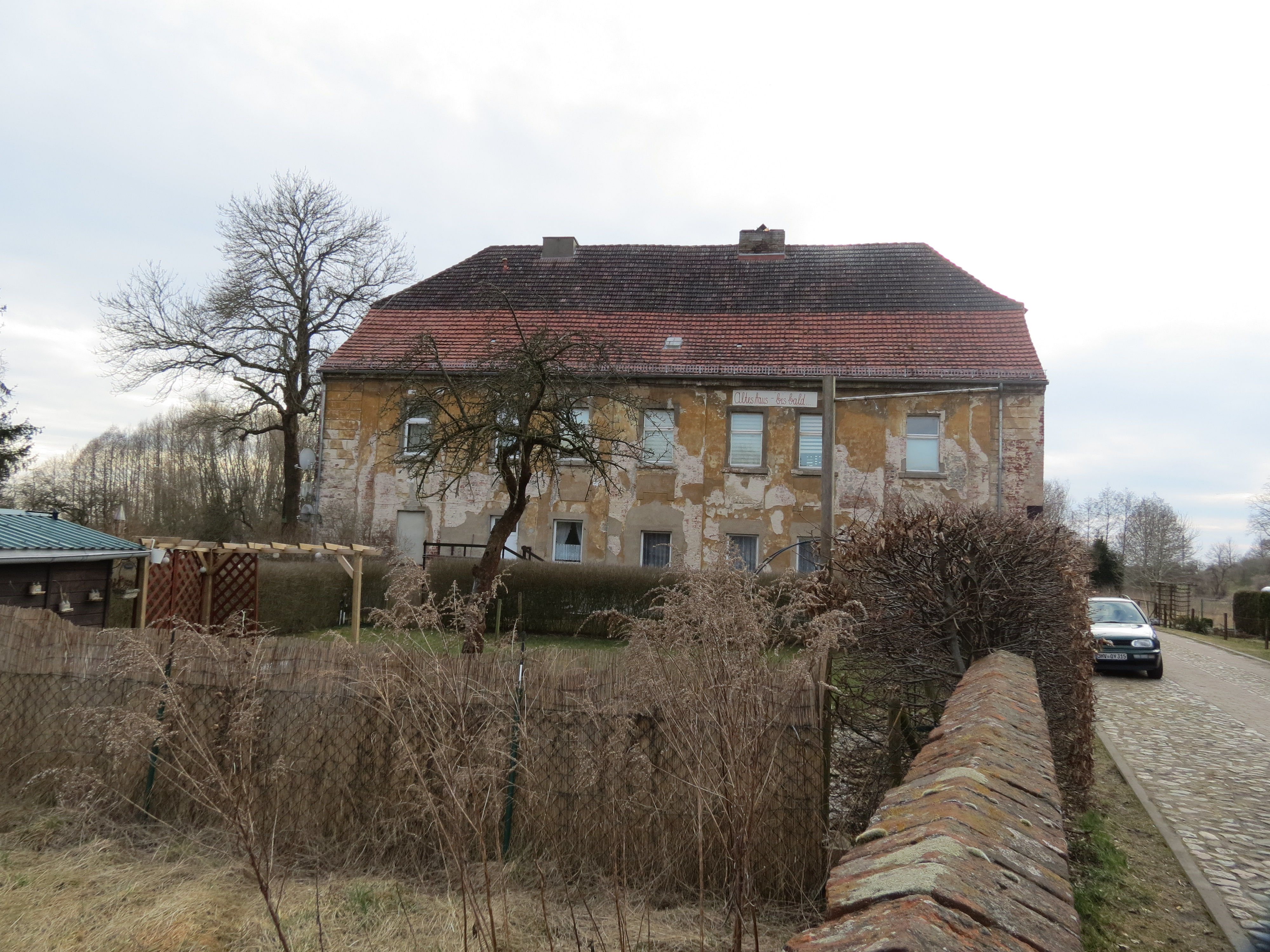
Amtshaus in Vehlefanz, errichtet 1786 (Zustand 2018)

Das Amt Vehlefanz war ein königlich-preußisches Domänenamt, das 1719 durch Abtrennung eines Teils des Amtes Oranienburg gebildet wurde. Der Sitz des Amtes war in Vehlefanz (Landkreis Oberhavel, Brandenburg). Das Amtsgebiet gehört heute zu den Gemeinden Nauen, Brieselang und Schönwalde-Glien (Landkreis Havelland) sowie zu den Gemeinden Kremmen, Fehrbellin und Oberkrämer (Landkreis Oberhavel). 1832 wurden einige Vorwerke der Administration des Remontedepot Bärenklau unterstellt. Die Remtamt- und Polizeiverwaltung wurde dagegen zunächst interimsweise dem Amt Oranienburg (rück-)übertragen, 1834 wurde das Amt Vehlefanz endgültig aufgelöst.

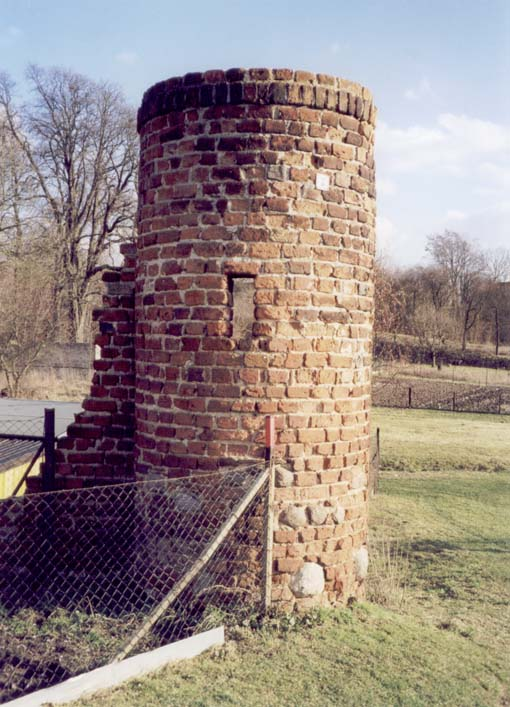
Turmruine der Burg Vehlefanz (Zustand 1999)

## Geschichte und zugehörige Orte
Das Amt Oranienburg wurde 1485 gebildet, damals noch unter dem Namen Amt Bötzow, als es Kurfürst Johann Cicero gelang, die Herrschaft Bötzow nach häufigen Verpfändungen endgültig zurückzuerwerben. Allerdings musste Kurfürst Friedrich Wilhelm auch das Amt Bötzow im Jahre 1642 verpfänden, bevor er es 1650 wieder einlösen konnte und es seiner Frau Luise Henriette von Oranien schenkte. 1652 wurde es in Amt Oranienburg umbenannt. Durch weitere Zukäufe vergrößerte sich das Amt immer mehr. So kam es 1719 zur Abspaltung des Amtes Vehlefanz, und 1745 zur Abtrennung der Ämter Bötzow und Zehlendorf (später in Amt Friedrichsthal umbenannt). Der Amtssitz des neuen Amtes Vehlefanz war zunächst in Groß-Ziethen und wurde erst 1723 auf die Burg Vehlefanz verlegt. 1786 wurde ein neues Amtshaus errichtet. 1832 wurde die Remtamt- und Polizeiverwaltung zunächst interimsweise dem Amt Oranienburg übertragen, die Vorwerke kamen zum Remontedepot Bärenklau. 1834 wurde das Amt Vehlefanz endgültig aufgelöst. Die meisten Orte kamen an das Amt Oranienburg, einige wenige an das Amt Spandau. Die Gerichtsbarkeit musste 1770 an das Justizamt Spandau abgegeben werden.
- Börnicke (1817: Dorf) (heute ein Ortsteil der Stadt Nauen). Neben dem Amt Vehlefanz gab es noch zwei andere Besitzanteile. Der Anteil des Amtes Vehlefanz kam 1834 zurück an das Amt Oranienburg.
- Brieselang (Holländerei und Forsthaus) (heute Gemeinde Brieselang). Das Forsthaus Brieselang und die Brieselanker Heide gehörte zum Amt Spandau. Das Vorwerk gehörte dagegen zum Amt Vehlefanz. 1832 kam zu Vorwerk zunächst an das Remontedepot Bärenklau, 1834 an das Amt Spandau.
- ?Dechtow (1817: Dorf und Gut) (heute ein Ortsteil von Fehrbellin). Das Dorf gehörte den v. Zieten. Das Amt Fehrbellin hatte die Abgaben der Bauern und den Forst Dechtow. Nach dem Ortschaftsregister von 1817 hatte auch das Amt Vehlefanz gewisse Rechte. Dagegen sind im Historischen Ortslexikon keine Besitztitel des Amtes Vehlefanz verzeichnet.
- Flatow (Dorf und Gut) (heute ein Ortsteil von Kremmen). Dem Amt Vehlefanz gehörte der überwiegende Teil des Dorfes, ein kleinerer Teil war adlig. 1834 ging dieser Teil an das Amt Oranienburg.
- Groß-Ziethen (1817: Dorf und Gut) (heute ein Ortsteil der Stadt Kremmen). Neben dem Amt Vehlefanz gab es noch einen kleineren adligen Anteil.
- Grünefeld (1817: Dorf) (heute ein Ortsteil von Schönwalde-Glien). Das Amt Vehlefanz hatte die 1/2 Polizeigewalt, 5/9 des Straßengerichts und 1/9 des Patronats sowie 7 Bauern und 1 Kossäte. Der Rest war in adligem Besitz. Der Vehlefanzsche Anteil ging 1834 an das Amt Oranienburg.
- Jägelitz (heute ein Wohnplatz (Försterei) in Grünefeld, einem Ortsteil der Gem. Schönfelde-Glien). Kam nach der Auflösung des Amtes Vehlefanz an das Amt Spandau.
- Klein-Ziethen (1817: Amtsvorwerk und Gut) (heute ein Wohnplatz im Ortsteil Neu-Vehlefanz der Gemeinde Oberkrämer). Das Rittergut und Vorwerk gehörte zum Amt Vehlefanz, 1832 kam der Ort zum Remontedepot Bärenklau.
- Kremmen. 3/18 (!) des Gerichts wurden 1652 für das Amt Oranienburg erworben. 1711 wurde ein weiterer Anteil an Kremmen erworben. 1718 wurde das Amtsvorwerk und ein weiterer Anteil an Kremmen gekauft. 1719 kamen Vorwerk und Amtsanteil an das Amt Vehlefanz. 1803 hatte das Amt 34/48 Anteil am Gericht. Die restlichen Teile verblieben in adeligem und bürgerlichem Besitz. Der Anteil fiel nach Auflösung des Amtes ans Amt Oranienburg.
- Staffelde (1817: Dorf) (heute ein Ortsteil von Kremmen). In diesem Ort hatte das Amt Vehlefanz nur einen Teil der Abgaben und Rechte. 1834 kam dieser Teil an das Amt Oranienburg.
- Tietzow (1817: Dorf und Gut) (heute ein Ortsteil der Stadt Nauen). Das Dorf war in vier Anteile aufgeteilt. Das Amt Vehlefanz hatte einen Anteil am Gericht und die Abgaben mehrerer Bauern. 1834 kam dieser Teil an das Amt Oranienburg.
- Vehlefanz (1817: Dorf und Amtssitz) (heute ein Ortsteil der Gemeinde Oberkrämer). Das Vorwerk kam 1832 an das Remontedepot Bärenklau, das Dorf 1834 an das Amt Oranienburg.
- Neu Vehlefanz (1817: Kolonie) (heute ein Ortsteil der Gemeinde Oberkrämer). Die Kolonie wurde 1786 auf Amtsgebiet angelegt und kam 1834 an das Amt Oranienburg.

1819 wurde das Amt Friedrichsthal aufgelöst. Das Amtsgebiet wurde auf die Ämter Oranienburg, Alt Ruppin, Liebenwalde und Vehlefanz aufgeteilt. An das Amt Vehlefanz kamen:
- Beetz (heute ein Ortsteil der Stadt Kremmen)
- Hohenbruch (heute ein Ortsteil der Stadt Kremmen).
- Johannisthal (heute ein Gemeindeteil von Hohenbruch, einem Ortsteil der Stadt Kremmen)
- Sommerfeld (heute ein Ortsteil der Stadt Kremmen)
- Vorwerk Beetzer Wall (Ortsteil von Fehrbellin)

Diese Amtsteile kamen 1834 geschlossen an das Amt Oranienburg.

## Pächter und Amtleute
- 1775 Jacob Samuel Ernst Kienitz, Amtmann[3]
- 1794 bis 1832 Kienitz, Oberamtmann[4][5][1]